# 佐々木則夫 (サッカー指導者)
佐々木 則夫（ささき のりお、1958年5月24日 - ）は、山形県尾花沢市出身 のサッカー指導者、元サッカー選手。現役時代のポジションはMF、DF。日本サッカー協会女子委員長。十文字学園女子大学副学長。元サッカー日本女子代表監督。2011年FIFA女子W杯ドイツ大会優勝監督。2011年度FIFA女子年間最優秀監督賞受賞。元大宮アルディージャ男子トップチーム監督、元大宮アルディージャVENTUS総監督。

## 経歴

### 選手
山形県尾花沢市出身。農家の生まれで、小学校2年の時に父の仕事の関係で埼玉県川口市に転居、山形訛りを嘲笑され、学内での地位を上げるべく持ち前の俊足をアピールし短距離走で級友らを抑え、やがてサッカーへ傾倒。中学生の頃は、当時埼玉県立浦和西高等学校に在学し県内高校サッカーのスターであった西野朗に憧れていた。帝京高校3年次には主将としてインターハイ優勝、高校選手権ベスト4進出に貢献。大会優秀選手で構成される日本高校選抜の海外遠征に参加し主将も務めた。明治大学文学部文学科英米文学専攻に進学してサッカー部に入部。木村和司が同期であった。大卒後は日本電信電話公社に入社し、大宮アルディージャの前身 電電関東 / NTT関東サッカー部でプレー。1981年には全国社会人大会で優勝を経験。1986年には全国地域リーグ決勝大会での優勝に貢献し、同サッカー部を日本サッカーリーグ2部に昇格させた。

### 指導者
33歳で現役引退後は指導者の道を歩み、1998年に現 大宮アルディージャの前身 NTT関東サッカー部の監督を務め、1999年以降は大宮の強化普及部長及びユース監督を歴任した。
2006年1月よりサッカー日本女子代表コーチ及びU-17日本女子代表監督に就任。
2007年よりU-20日本女子代表監督を務めた。12/7に前監督である大橋浩司の契約任期満了による退任を受け、日本女子代表監督に就任した。
監督としての初戦となった東アジアサッカー選手権2008（中国・重慶）では、3戦全勝で日本女子代表に初タイトルをもたらした。北京オリンピックでは準決勝でアメリカに敗れたものの、日本女子サッカー史上初の世界大会4位という結果を残し、国際サッカー連盟関係者が「世界を驚かせたのは日本女子チームだった」と評した。
2011年、ドイツで行われたFIFA女子ワールドカップでは、チームを男女を通じて日本初の優勝に導いた。同大会におけるなでしこジャパンの選手たちの活躍に関して、「選手たちは粘り強くやってくれた。世界一は本当にビックリです。ちっちゃな娘たちがよくやってくれた」 と感想を述べた。
2011年7月20日、29人目となる明治大学特別功労賞を受賞。11月、アジアサッカー連盟（AFC）より、日本女子代表監督としては初となるAFC最優秀監督賞、さらに財界賞特別賞を受賞、12月、ゆうもあ大賞及び“GQ Men of the Year 2011”を受賞した。11/15に如水会館で開かれた紫綬褒章の伝達式にもサッカー日本女子代表を代表して出席し、森裕子文部科学副大臣から褒章の伝達を受けた。埼玉県からは彩の国功労賞を受賞。
2012年1月9日、2011年度のFIFA年間表彰式においてアジア人として初となるFIFA女子世界年間最優秀監督賞を受賞し、「この賞は、我々のチームなでしこジャパンの総合力、チーム一丸となったことへの評価だと強く思っております」と述べ、あわせて昨年の東日本大震災で、各国から受けた支援に対する感謝などを語った。女子年間最優秀監督賞の受賞に際し、FIFA加盟協会の代表チームの監督や主将、選ばれたサッカー専門記者の45.57%の支持を獲得した佐々木は、FIFAランキング世界第3位となった全日本女子チームに関して、「僕が率いたなでしこジャパンの完成形をロンドンで見せ、日本の皆さんに元気を与えたい」と断言した。
2012年8月9日、ロンドン五輪では、アメリカ合衆国との決勝戦まで女子代表を率い、女子サッカー初のオリンピックでの銀メダルを日本にもたらした。試合後、佐々木は、「素晴らしい試合だった。結果は出なかったが、この4年間は素晴らしい戦いだった」 と、なでしこジャパンの選手たちを称えた。日本女子代表監督の任期は2012/9までであったが、それまでの指導能力と実績が高く評価され日本サッカー協会から続投要請を受ける。古巣の大宮からもフロント就任を要請されるも、日本女子代表監督の続投を受け入れた。
2014年5月、ベトナムで開催された2014 AFC女子アジアカップでは海外組の主力選手を欠く中で日本代表を初優勝に導き、自身にとっても3度目の挑戦でアジア初制覇を達成した。
2015年、カナダで開催された2015 FIFA女子ワールドカップでは7/5の決勝戦では前大会同様にアメリカ合衆国との一戦となるも、前半で4失点を喫し、2-5で敗れて女子ワールドカップ連覇を果たすことは出来なかった。
2016年リオデジャネイロオリンピックアジア最終予選で3位に終わり、出場権獲得を逃したため、代表監督を退任。
2016年4月、十文字学園女子大学副学長に就任。同年11月には古巣の大宮アルディージャのトータルアドバイザーに就任した。
2018年3月、日本サッカー協会理事に就任。
2019年6月13日の日本サッカー協会理事会で第16回日本サッカー殿堂入り決定。
2019年9月、既存の日本女子サッカーリーグ（なでしこリーグ）をプロ化した新リーグの発足を目指す「女子新リーグ設立準備室」の室長に就任。最終的に2020年6月に『WEリーグ』という愛称、2021年9月開幕予定などの方針を明らかにした。
2021年、WEリーグに参入する大宮アルディージャVENTUSの総監督に就任。
2021年5月25日、成績不振により解任された大宮男子トップチーム監督の岩瀬健の後任が決まるまでの暫定監督に就任、1998年以来の大宮男子トップチーム監督就任となった。同時にJリーグ参入後の大宮の合計20人目の監督となった（佐々木はJリーグ参入前の大宮前身トップチームで監督経験があるが、Jリーグ参入後の大宮トップチーム監督就任は初経験）。6月7日、後任の監督に霜田正浩が就任することが決まり、6月9日に行われる天皇杯2回戦・ジェフユナイテッド千葉戦限りで暫定監督の座を降りることとなった。
2021年11月18日、大宮アルディージャから12月5日付で日本サッカー協会女子委員長に就任することが発表された。これに伴いVENTUS総監督とトータルアドバイザーを退任してシニアアドバイザーに就くことになった。

## 個人成績
| 国内大会個人成績 | 国内大会個人成績 | 国内大会個人成績 | 国内大会個人成績 | 国内大会個人成績             | 国内大会個人成績 | 国内大会個人成績 | 国内大会個人成績  | 国内大会個人成績 | 国内大会個人成績 | 国内大会個人成績 | 国内大会個人成績 |
| 年度             | クラブ           | 背番号           | リーグ           | リーグ戦                     | リーグ戦         | リーグ杯         | リーグ杯          | オープン杯       | オープン杯       | 期間通算         | 期間通算         |
| 年度             | クラブ           | 背番号           | リーグ           | 出場                         | 得点             | 出場             | 得点              | 出場             | 得点             | 出場             | 得点             |
| 日本             | 日本             | 日本             | 日本             | リーグ戦                     | リーグ戦         | JSL杯            | JSL杯             | 天皇杯           | 天皇杯           | 期間通算         | 期間通算         |
| ---------------- | ---------------- | ---------------- | ---------------- | ---------------------------- | ---------------- | ---------------- | ----------------- | ---------------- | ---------------- | ---------------- | ---------------- |
| 1981             | 電電関東         |                  | 関東             |                              |                  |                  |                   |                  |                  |                  |                  |
| 1982             | 電電関東         |                  | 関東             |                              |                  |                  |                   |                  |                  |                  |                  |
| 1983             | 電電関東         |                  | 関東             |                              |                  |                  |                   |                  |                  |                  |                  |
| 1984             | 電電関東         |                  | 関東             |                              |                  |                  |                   |                  |                  |                  |                  |
| 1985             | NTT関東          |                  | 関東             |                              |                  |                  |                   |                  |                  |                  |                  |
| 1986             | NTT関東          |                  | 関東             |                              |                  |                  |                   |                  |                  |                  |                  |
| 1987             | NTT関東          | 8                | JSL2部           | 28                           | 0                | 1                | 0                 |                  |                  |                  |                  |
| 1988-89          | NTT関東          | 8                | JSL2部           | 27                           | 0                | 1                | 0                 |                  |                  |                  |                  |
| 1989-90          | NTT関東          | 30               | JSL2部           | 18                           | 0                | 1                | 0                 |                  |                  |                  |                  |
| 1990-91          | NTT関東          | 30               | JSL2部           | 0                            | 0                | 0                | 0                 |                  |                  |                  |                  |
| 通算             | 日本             | 日本             | JSL2部           | 73                           | 0                | 3                | 0\|\|\|\|\|\|\|\| |                  |                  |                  |                  |
| 通算             | 日本             | 日本             | 関東             | \|\|\|\|\|\|\|\|\|\|\|\|\|\| |                  |                  |                   |                  |                  |                  |                  |
| 総通算           | 総通算           | 総通算           | 総通算           | \|\|\|\|\|\|\|\|\|\|\|\|\|\| |                  |                  |                   |                  |                  |                  |                  |

## 指導歴
- 1996年 - 1997年 NTT関東サッカー部 トップチーム 監督
- 1998年 大宮アルディージャ トップチーム 監督
  - 1999年 - 2001年 強化・普及部長
  - 2002年 - 2003年 普及部長
  - 2004年 - 2006年 ユース 監督
  - 2021年  VENTUS 総監督
  - 2021年 トップチーム トータルアドバイザー
- 2006年  U-17日本女子代表 監督
- 2006年 - 2007年  日本女子代表 コーチ
- 2007年 - 2010年  U-20日本女子代表 監督
- 2008年 - 2016年  日本女子代表 監督

## タイトル
- U-20日本女子代表
  - AFC U-19女子選手権：1回 (2009年)
- 日本女子代表
  - FIFA女子ワールドカップ：1回 (2011年)
  - アジア競技大会：1回 (2010年)
  - 東アジアカップ：2回 (2008年、2010年)
  - AFC女子アジアカップ：1回 (2014年)
- 個人
  - FIFA女子最優秀監督賞：1回 (2011年)
  - AFC最優秀監督賞：1回 (2011年)
- その他受賞
  - 2011年 - 明治大学特別功労賞
  - 2011年 - ゆうもあ大賞
  - 2011年 - 財界賞特別賞
  - 2011年 - GQ Men of the Year 2011
  - 2011年 - 尾花沢市市民栄誉賞
  - 2012年 - 山形県県民栄誉賞[32]
  - 2012年 - 尾花沢市特別功労賞

## 監督成績
| 年度 | 所属 | クラブ  | リーグ戦 | リーグ戦 | リーグ戦 | リーグ戦 | リーグ戦 | リーグ戦 | カップ戦 | カップ戦 |
| 年度 | 所属 | クラブ  | 順位     | 試合     | 勝点     | 勝利     | 引分     | 敗戦     | リーグ杯 | 天皇杯   |
| ---- | ---- | ------- | -------- | -------- | -------- | -------- | -------- | -------- | -------- | -------- |
| 1997 | JFL  | NTT関東 | 12位     | 30       | 31       | 11       | -        | 19       | -        | 3回戦    |
| 1998 | JFL  | 大宮    | -        |          |          |          |          |          | -        | -        |

- 1998年は7月まで。

## 著作
- 佐々木則夫 『なでしこ力』講談社、2011年 ISBN 978-4063787139
- 佐々木則夫 『なでしこ力 次へ』講談社、2012年 ISBN 978-4063787160